# Православная гимназия имени преподобного Амвросия Оптинского
ЧОУ СОШ Православная гимназия имени преподобного Амвросия Оптинского — общеобразовательное учебное заведение муниципального подчинения Липецкой и Задонской Епархии. Названа в честь преподобного Амвросия Оптинского. Единственная в городе православная гимназия.

## История гимназии
24 сентября 2004 года по благословению епископа Никона в Липецке открылась первая Православная гимназия имени преподобного Амвросия Оптинского.
Ученики принимались в школу по конкурсу, который проводился летом в Христорождественском соборе, в Никольском приделе. В первый класс пришло шестнадцать мальчишек и девчонок. Директором гимназии стал иерей Александр Иванов. Гимназия располагалась на улице Прокатная, дом 9 в здании Воскресной школы. Педагогический коллектив составил пять педагогов и один сотрудник гимназии.
Через два с половиной года коллектив гимназии переехал на улицу Ильича, дом 48 в здание бывшего детского сада, и было уже 3 класса. Директором на то время был иерей Геннадий Рязанцев. Его мечтой было создать элитное учебное учреждение, в котором дети получали бы основательное среднее образование и закладывали фундамент христианской Православной духовности. Он хотел, чтобы дети любили искусство и занимались им.Он считал, что только свободный человек может и должен творить и быть творцом. Детский хор Гимназии участвовал в Богослужении, они пели песнопения Божественной Литургии. Гимназисты участвовали в олимпиаде в Плёсково, в элитной Московской гимназии, и многие приехали победителями. В гимназии помимо основного образовательного курса, преподавался Закон Божий.
С 2011 года Православная гимназия продолжила свою деятельность в отремонтированном четырёхэтажном здании на улице Прокатная, дом 10. В 2012 году гимназия получила право на обучение 10-11 классов и в 2012 году началась стройка спортивного зала. В 2013 году перешла в подчинение Липецкой и Задонской епархии. Сейчас в гимназии обучается 450 учеников.
Традиции, заложенные в гимназии с первых дней, сохранились и по настоящее время: Неделя памяти преподобного Амвросия Оптинского, Рождество Христово, День Знаний, Пасха, празднование Двунадесятых и Великих православных праздников.

## Администрация
Директор гимназии — Марина Сергеевна Щурко
Педагогический стаж 30 лет, имеет высшую квалификационную категорию, награждена нагрудным знаком «Почетный работник общего образования Российской Федерации» за заслуги в области образования (приказ Минобрнауки России от 5 мая 2008 года №759/к-н), победитель Всероссийского конкурса на соискание премии «За нравственный подвиг учителя» за значительные достижения в области образования и эффективную деятельность в области духовно-нравственного воспитания детей и молодежи (приказ от 28.04.09 № 112 -к Центральный Федеральный округ Президента Российской Федерации), (приказ от 10.04.2007 № 163 -к Центральный Федеральный округ Президента Российской Федерации), награждена медалью «Святителя Тихона Задонского» (2009), Член Петровской академии наук (отделение — образование: Содержание образования в Русской школе), награждена Почетными грамотами Министерства просвещения СССР, Управления образования и науки, Департамента образования.
Духовник гимназии - иерей Сергий Кутилов
Имеет высшее юридическое образование. Клирик Никольского Храма г.Липецка.
Заместитель директора по УВР —  Кострюкова Елена Васильевна
Педагогический стаж 33 года. Имеет высшую квалификационную категорию. Награждена Грамотой ДО г.Липецка. Почётной грамотой УОиН Липецкой области.
Заместитель директора по УВР - Наливкина Марина Александровна
Педагогический стаж 28 лет. Имеет высшую квалификационную категорию
Заместитель директора по УВР - Зюзина Татьяна Ивановна
Педагогический стаж 33 года. Имеет высшую квалификационную категорию. Награждена нагрудным знаком «Отличник народного просвещения» (г.Москва Решение №76 от 11.04.94), памятной медалью «300 лет М.В.Ломоносову» (2012г), Награждена Почетными грамотами Управления образования и науки Липецкой области, Департамента образования администрации города Липецка.

## Достижения гимназии
- Победитель конкурса "100 лучших школ России" 2018 года в номинации "Лучшая гимназия - 2018".
- Победитель конкурса "100 лучших школ России" 2019 года в номинации "Лучшая Православная гимназия - 2019".
- По итогам всероссийского конкурса "500 лучших образовательных организаций страны – 2019", православная гимназия им. прп. Амвросия Оптинского вошла в число лидеров в номинации «Лучшая общеобразовательная организация - 2019»
- Лауреат конкурса "Образовательная организация XXI века. Лига лидеров – 2019" (в номинации «Лучшая гимназия»).
- Включена в реестр «100 лучших образовательных организаций»
- По итогам всероссийского конкурса "500 лучших образовательных организаций страны – 2021", православная гимназия им. прп. Амвросия Оптинского вошла в число лидеров в номинации «Лучшая общеобразовательная организация - 2021» и награждена дипломом «Лучшая общеобразовательная организация-2021».